# Final Girls Berlin Festival
Das Final Girls Berlin Film Festival ist ein seit 2017 jährlich in Berlin im City Kino Wedding stattfindendes Festival für Horrorfilme, deren Regie, Produktion und/oder Drehbuch von Frauen und nicht-binären Personen realisiert wurde. Gegründet wurde das Festival durch Elinor Lewy, Lara Mandelbrot und Sara Neidorf.
Im Jahr 2024 wird das Festival durch die Senatsverwaltung für Kultur und Europa gefördert.

## Idee
Die Idee des Festivals entstand 2009 in Los Angeles beim damals erstmalig stattfindenden „Women in Horror“-Monat. Der Name des Festivals kommt von der Bezeichnung „Final Girl“ für die zuletzt noch lebende Frau in einem Horrorfilm. Das Festival richtet sich explizit an Frauen, sowie Personen jenseits des binären Geschlechtsspektrums. So schließe die Definition von Frau alle ein, die Erfahrungen als Frau gemacht haben und sei trans-inklusiv. Der Anspruch des Festivals ist, nicht-männliche Perspektiven des Genres zu fördern und zu vernetzen. Auch könnten durch den expliziten Charakter des Genres soziale Probleme aufgegriffen und filmisch verarbeitet werden, wodurch sich ein Moment des Empowerments ergebe.

## Programm
Das Festival zeigt sowohl Kurzfilme, als auch Langspielfilme. Neben neuen Produktionen werden auch vergangene Arbeiten gezeigt.

## Rezeption
Der Tagesspiegel resümierte, das Festival werfe eine weibliche Perspektive auf das männlich dominierte Genre des Horrorfilms und verbinde es mit aktuellen Themen.
MovieMaker nannte das Festival in Kooperation mit FilmFreeway als eins der 50 besten Genre Festivals 2021 weltweit.
Der Blog Dread Central nannte das Festival als eines der besten Horror Festivals 2022 weltweit und stellte die Einzigartigkeit des Festivalkonzepts für das Genre weltweit heraus: „top showcase of horror cinema directed, written, or produced by women and non-binary filmmakers, making it one of the very few of its kind in the world.“